# Peter van Driessen
Peter van Driessen auch: Petrus van Driessen (* 30. August 1753 in Groningen; † 11. Januar 1828 ebenda) war ein niederländischer Chemiker, Pharmazeut und Arzt.

## Leben
Peter van Driessen, der Sohn des Juristen Johannes Petrus Driessen (Rat und Syndikus der Provinz Groningen), studierte Medizin an der Universität Groningen und wurde dort 1775 in Medizin promoviert (Dissertatio exhibens et icone illustrans nervos musculorum abdominalium et superficiei inguinis). Danach war er auf Studienreise in Wien, Paris und London. 1778 wurde er Lektor, 1787 außerordentlicher Professor und 1789 ordentlicher Professor für Medizin, Chemie und Pharmazie (Materia Medica) in Groningen. Später lehrte er auch Botanik (nach dem Tod von Munnik 1806) und war Direktor des Botanischen Gartens und er lehrte Agrarchemie. 1823 wurde er emeritiert. 1794, 1806 und 1818 war auch Rektor der Groninger Hochschule. Rufe nach Harderwijk und Utrecht schlug er aus. Er gilt als Begründer einer unabhängigen Ausbildung in Chemie in Groningen.
Er entwickelte 1791 ein Verfahren zur Herstellung von Soda aus Kochsalz und ein Herstellungsverfahren für Salmiak. 1799 veröffentlichte er ein Verfahren zur Pottasche-Gewinnung.
Er war einer der Autoren der Pharmacopoea Batava (Amsterdam, 1805) und der Pharmacopoea Belgica von 1825.
Er war mit Cornelia Conradi verheiratet und hatte zwei Söhne.

## Werke (Auswahl)
- Oratio de arte pharmaceutica in magnum Patriae emolumentum, ad majus dignitatis fastigium evehenda, Groningen 1788,
- Scheikundige verhandeling over de magnesia alba, en het nuttig gebruik van de moederloogen van zeezout in ons vaderland, Amsterdam, 1786
- Natuur- en scheikundige waarnemingen over onderwerpen der geneeskunde en oeconomie in ons vaderland, Groningen 1791
- Redevoering over de nieuwe hulpmiddelen ter beoefening der natuurkundige wetenschappen, Groningen 1820 (lateinisches Original: Oratio de ampliflicato, in hac academia, rerum naturalium studio ad communem civium utilitatem convertendo, Annales Academiae Groningana 1817)